# V569 Андромеды
V569 Андромеды (лат. V569 Andromedae) — одиночная переменная звезда в созвездии Андромеды на расстоянии приблизительно 6062 световых лет (около 1859 парсеков) от Солнца. Видимая звёздная величина звезды — от +13m до +12,45m.

## Характеристики
V569 Андромеды — жёлтая пульсирующая переменная звезда типа RR Лиры (RRAB) спектрального класса G. Радиус — около 5,24 солнечного, светимость — около 27,415 солнечных. Эффективная температура — около 5769 K.